# Moment I Feared
Moment I Feared è un singolo del rapper statunitense Snoop Dogg, il quinto estratto dal quindicesimo album in studio Neva Left e pubblicato il 20 giugno 2017.

## Il brano
Il brano è in collaborazione e prodotto da Rick Rock, produttore hip hop divenuto molto importante nel suo panorama musicale negli anni '90 e 2000 per aver prodotto in album come All Eyez on Me di Tupac Shakur e in The Dynasty: Roc La Familia di Jay-Z. Il brano presenta una produzione tipicamente g-funk e contiene nel ritornello un campionamento del brano del 1988 di Slick Rick, That Moment I Feared, contenuto nell'album The Great Adventures of Slick Rick.

## Videoclip
Il video musicale del brano è stato diretto da Dah Dah, ed è stato pubblicato nel giorno di rilascio del singolo. Esso inizia con una discussione tra i due rapper sulla nuova generazione di rapper, criticando la loro somiglianza nello stile musicale. Ed il resto del video continua con i rapper seduti nella scrivania di GGN News circondati da un personaggio che ridicolizza Young Thug.

## Classifiche
| Classifica (2017) | Posizione massima |
| ----------------- | ----------------- |
| Francia           | 191               |